# Oxyde de titane
Un oxyde de titane est un composé chimique du titane (Ti) et de l'oxygène (O). Comme de nombreux autres métaux de transition, le titane peut se trouver sous plusieurs états d'oxydation ; il possède notamment plusieurs oxydes, correspondant à différentes valeurs du nombre d'oxydation :
- le monoxyde de trititane Ti3O ;
- le monoxyde de dititane Ti2O (TiI) ;
- le monoxyde de titane TiO (TiII) ;
- le trioxyde de dititane Ti2O3 (TiIII) ;
- le dioxyde de titane TiO2 (TiIV) ;
- le trioxyde de titane TiO3 (TiVI) ;
- δ-TiOx (x = 0,68-0,75) ;
- TinO2n−1 (n = 3-9)[2] : Ti3O5, Ti4O7, etc.